# نبرد فریدلینگن
نبرد فریدلینگن در ۱۷۰۲ میلادی میان نیروهای فرانسه و امپراتوری مقدس روم رخ داد و عاقبت به پیروزی فرانسوی‌ها انجامید.

## مقدمه
فرانسویان قصد داشتند در ابتدای جنگ به ساحل شرقی رود راین نفوذ کنند. در پاییز ۱۷۰۲، مارشال دو ویلار - فرمانده ارتش فرانسه - از سوی شاه لویی چهاردهم شماری سرباز تازه‌نفس دریافت کرد تا به سوآب حمله برد. ارتش فرانسه منتظر متحد خود یعنی بایرن باقی‌ماند تا با همراهی آنان به ارتش امپراتوری حمله کند.

## نبرد
فرانسویان در وایل آن از رود راین عبور کرده و در ۱۴ اکتبر ۱۷۰۲ به شمال بازل رسیدند. ویلار نخست در ناحیه فریدلینگن به نیروهای آلمانی حمله کرد. نیروهای آلمانی سنگر گرفته و برای مدتی، فرانسویان را معطل نمودند. عاقبت، ارتش امپراتوری به سوی شمال عقب‌نشینی کرد و نبرد با پیروزی فرانسویان به پایان رسید.

## نتیجه
این نبرد یک پیروزی پایریک برای ویلار و فرانسویان همراه با تلفات سنگین بود: ۱٬۷۰۳ کشته و ۲٬۶۰۱ زخمی. این نبرد فایده مهمی برای آلمانی‌ها داشت: آنان به این ترتیب از پیوستن ارتش فرانسه به بایرنی‌ها جلوگیری کرده بودند.
روستاها و دهکده‌های ساحل شرقی راین از این نبرد خسارات زیادی متحمل شدند.